# Uchida Ieyoshi
Uchida Ieyoshi (内田家吉, ?-20 janvier 1184) est un samouraï du clan Kiso Minamoto, connu pour avoir péri des mains de Tomoe Gozen, la célèbre samouraï femme qu'il ne parvient pas à capturer lors de la bataille d'Awazu.
En 1184, durant la guerre de Genpei, Minamoto no Yoshinaka, chef du clan Minamoto de Kamakura, trahit son cousin Minamoto no Yoritomo, chef de la branche Kiso dans l'espoir de capturer l'empereur Go-Shirakawa. Cette situation amène la bataille d'Awazu entre les Kamakura et les Kiso, bataille à laquelle prend part Uchida Ieyoshi en compagnie de nombreux autres combattants tels que Minamoto no Yoshitsune et Hatakeyama Shigetada. Uchida Ieyoshi et Hatakeyama affrontent Tomoe Gozen, l'épouse du chef ennemi, dans l'espoir de la capturer. Ils chargent mais Tomoe balance son katana et le tue.

## Source de la traduction
- (en) Cet article est partiellement ou en totalité issu de l’article de Wikipédia en anglais intitulé « Uchida Ieyoshi » (voir la liste des auteurs).